# LG K42
LG K42 — це Android-смартфон виробництва LG Electronics, що входить до 6-го покоління серії LG K. Він анонсований та випущений 21 вересня 2020 року. 
У Бразилії модельний ряд був посунутий і K42 там називається LG K52. У Індії телефон вийшов 22 січня 2021 року з ціною 10,990 рупій, при покупці компанія надавала 2 роки гарантії й одноразову безкоштовну заміну екрана.

## Характеристики смартфона

### Зовнішній вигляд
У K42 корпус складається із глянцевого пластику, але задня кришка має додатково "ультрафіолетове покриття" зі візерунком у вигляді хвиль. Дисплей займає 83,1% місця спереду і для фронтальної камери використовується краплеподібний виріз. Сканер відбитки пальців одночасно є кнопкою живлення і він розташований справа, зліва спеціальна кнопка яка викликає Google Assistant і кнопки регулювання гучності. Знизу є один динамік, роз'єм для зарядки типу USB-C та мікрофон. Основна камера знаходиться на задній панелі, зверху у лівому куті виступає чорним блоком, рама якого хромована. У блоці крім камери розташований світлодіодний спалах. LG K42 захищений за стандартом MIL-STD-810G. 
LG K42 продавався у 2 кольорах: сірому та зеленому.

### Апаратне забезпечення
Телефон використовує 12 нанометровий центральний процесор MediaTek MT6762 Helio P22 і графічний процесор PowerVR GE8320, 3 ГБ оперативної пам’яті та 64 ГБ внутрішньої пам’яті. Карта MicroSD підтримується через гібридний слот зі SIM-картками. Дисплей IPS LCD на 6,6 дюйма (105,2 мм) зі співвідношенням сторін 20:9, і роздільною здатністю 720p. У телефоні є 3,5 мм аудіороз'ємом. Акумулятор літійо-полімерний на 4000 мА·год, заряджається через USB-C. 

#### Камера
На задній панелі використовується квадрокамера, складається із ширококутного датчика на 13 Мп, надширококутного на 5 Мп f/2,2 і двох датчиків на 2 Мп один використовується як сенсор глибини, інший на макро знімання. Фронтальна камера має ширококутний модуль на 8 Мп, записує відео як і основна, у роздільній здатності 1080p 30fps.

### Програмне забезпечення
LG K42 постачався з Android 10 (Queen Cake) і оболонкою LG UX 9. Після того як LG заявила про завершення виробництва смартфонів, LG K42 разом із K52 отримали оновлення до Android 11 у четвертому кварталі 2021 року. 